# 9 Herculis
9 Herculis är en orange jätte i Herkules stjärnbild.
Stjärnan har visuell magnitud +5,45 och är synlig vid någorlunda god seeing. Den befinner sig på ett avstånd av ungefär 425 ljusår.